# Fussballclub Sankt Gallen 1879 2005-2006
Questa voce raccoglie le informazioni riguardanti il Fussballclub Sankt Gallen 1879 nelle competizioni ufficiali della stagione 2005-2006.

## Stagione
Nella stagione 2005-2006 il San Gallo, allenato da Ralf Loose e Rolf Fringer, concluse il campionato di Super League al 6º posto. In Coppa Svizzera il San Gallo fu eliminato al secondo turno dal Küssnacht am Rigi.

## Rosa
| N. |                      | Ruolo | Calciatore         |
| -- | -------------------- | ----- | ------------------ |
| 1  | Italia (bandiera)    | P     | Stefano Razzetti   |
| 3  | Svizzera (bandiera)  | D     | Philippe Montandon |
| 4  | Svizzera (bandiera)  | D     | Stefan Wolf        |
| 5  | Svizzera (bandiera)  | D     | Mijat Marić        |
| 6  | Argentina (bandiera) | D     | Juan Pablo Garat   |
| 7  | Svizzera (bandiera)  | D     | Pascal Cerrone     |
| 8  | Brasile (bandiera)   | C     | Leonardo           |
| 9  | Albania (bandiera)   | C     | Jürgen Gjasula     |
| 10 | Svizzera (bandiera)  | C     | Bruno Sutter       |
| 11 | Ghana (bandiera)     | A     | Alex Tachie-Mensah |
| 12 | Svizzera (bandiera)  | C     | David Marazzi      |

| N. |                      | Ruolo | Calciatore         |
| -- | -------------------- | ----- | ------------------ |
| 13 | Svizzera (bandiera)  | C     | Davide Callà       |
| 15 | Svizzera (bandiera)  | C     | Philipp Muntwiler  |
| 17 | Svizzera (bandiera)  | D     | Marc Zellweger     |
| 18 | Svizzera (bandiera)  | P     | Gabriel Wüthrich   |
| 19 | Rep. Ceca (bandiera) | D     | Jiří Koubský       |
| 20 | Ghana (bandiera)     | A     | Kwabena Agouda     |
| 21 | Germania (bandiera)  | D     | Frank Wiblishauser |
| 24 | Svizzera (bandiera)  | A     | Moreno Costanzo    |
| 25 | Brasile (bandiera)   | C     | Fabinho            |
| 27 | Croazia (bandiera)   | A     | Goran Ljubojević   |
| 29 | Francia (bandiera)   | A     | Éric Hassli        |

## Organigramma societario
Area tecnica
- Allenatore: Rolf Fringer
- Allenatore in seconda: Giorgio Contini, Werner Zünd
- Preparatore dei portieri:
- Preparatori atletici:

## Calciomercato

### Sessione estiva
| Acquisti | Acquisti           | Acquisti       | Acquisti |
| R.       | Nome               | da             | Modalità |
| -------- | ------------------ | -------------- | -------- |
| D        | Frank Wiblishauser | Norimberga     |          |
| C        | Jürgen Gjasula     | Kaiserslautern |          |
| D        | Pascal Cerrone     | Thun           |          |
| D        | Jiří Koubský       | Trinity Zlín   |          |
| C        | Leonardo           | Servette       |          |

| Cessioni | Cessioni               | Cessioni     | Cessioni |
| R.       | Nome                   | a            | Modalità |
| -------- | ---------------------- | ------------ | -------- |
| C        | Iván González Ferreira | Stoccarda II |          |
| C        | Daniel Imhof           | Bochum       |          |
| D        | Pascal Jenny           | Yverdon      |          |
| D        | Dominique Longo        | Wil          |          |
| C        | Julio Lopez            | Vaduz        |          |
| C        | Dusan Pavlovic         | Grasshoppers |          |
| C        | Tobias Rathgeb         | Stoccarda    |          |
| C        | René Schicker          | Kärnten      |          |

### Sessione invernale
| Acquisti | Acquisti         | Acquisti        | Acquisti |
| R.       | Nome             | da              | Modalità |
| -------- | ---------------- | --------------- | -------- |
| A        | Goran Ljubojević | Dinamo Zagabria |          |

| Cessioni | Cessioni       | Cessioni  | Cessioni |
| R.       | Nome           | a         | Modalità |
| -------- | -------------- | --------- | -------- |
| A        | Moreno Merenda | Sciaffusa |          |

## Risultati

### Super League

#### Prima fase, girone di andata
| Arbitro: | Bertolini |

|             |           |                                   |
| Marazzi 53’ | Marcatori | 28’ Cesar 57’ Tararache 90’ Keita |

| Arbitro: | Circhetta |

|               |           |                                        |
| Burgmeier 80’ | Marcatori | 35’ Hassli 39’, 64’, 74’ Tachie-Mensah |

| Arbitro: | Salm |

|                                                                    |           |             |
| Tachie-Mensah 2’ Hassli 29’ (rig.), 51’ Zellweger 37’ Leonardo 76’ | Marcatori | 42’ Pimenta |

| Arbitro: | Wildhaber |

|          |           |             |
| Rama 76’ | Marcatori | 53’ Gjasula |

| Arbitro: | Laperrière |

|                                    |           |                            |
| Hassli 35’, 82’ (rig.) Koubský 60’ | Marcatori | 5’ Petrić 13’, 58’ Giménez |

| Arbitro: | Zimmermann |

|                             |           |           |
| Santos 13’, 62’ Renggli 90’ | Marcatori | 22’ Callà |

| Arbitro: | Circhetta |

|  |           |           |
|  | Marcatori | 88’ Yakın |

| Arbitro: | Rogalla |

|  |           |               |
|  | Marcatori | 29’ Zellweger |

| Arbitro: | Busacca |

|                        |           |             |
| Koubský 12’ Agouda 90’ | Marcatori | 52’ Aguirre |

#### Prima fase, girone di ritorno
| Arbitro: | Salm |

|                                        |           |  |
| Raffael 39’ Cesar 53’ (rig.) Keita 74’ | Marcatori |  |

| Arbitro: | Laperrière |

|                              |           |          |
| Marazzi 5’ Tachie-Mensah 12’ | Marcatori | 9’ Bieli |

| Arbitro: | Circhetta |

|                                                  |           |            |
| Ferreira 6’, 62’ Gelson 13’, 31’ Lustrinelli 27’ | Marcatori | 90’ Hassli |

| San Gallo 29 ottobre 2005, ore 19:30 CEST 13ª giornata | San Gallo | 0 – 0 referto | Sciaffusa | Stadio Espenmoos (7 500 spett.)\| Arbitro: \| Leuba \| |
| Arbitro:                                               | Leuba     |               |           |                                                        |

| Arbitro: | Rogalla |

|          |           |  |
| Zanni 6’ | Marcatori |  |

| Arbitro: | Bertolini |

|                   |           |             |
| Tachie-Mensah 30’ | Marcatori | 25’ Eduardo |

| Arbitro: | Kever |

|            |           |  |
| Varela 35’ | Marcatori |  |

| Arbitro: | Rutz |

|                                                                                    |           |          |
| Hassli 10’, 74’ Koubský 18’, 88’ Lubamba 28’ (aut.) Bédénik 76’ (aut.) Merenda 87’ | Marcatori | 16’ Coly |

| Arbitro: | Nobs |

|             |           |  |
| Aguirre 23’ | Marcatori |  |

#### Seconda fase, girone di andata
| Arbitro: | Rutz |

|             |           |                                       |
| Todisco 53’ | Marcatori | 25’, 80’ Tachie-Mensah 51’ Ljubojević |

| Arbitro: | Nobs |

|                |           |            |
| Ljubojević 18’ | Marcatori | 58’ Bättig |

| Arbitro: | Bertolini |

|                         |           |                                 |
| Coly 32’ Cordonnier 45’ | Marcatori | 7’ Tachie-Mensah 48’ Ljubojević |

| Arbitro: | Kever |

|             |           |                                           |
| Koubský 37’ | Marcatori | 34’ Raimondi 39’ (aut.) Koubský 46’ Paulo |

| Arbitro: | Steiner |

|           |           |  |
| Keita 56’ | Marcatori |  |

| Arbitro: | Wildhaber |

|                            |           |                         |
| Callà 1’ Tachie-Mensah 69’ | Marcatori | 52’ Ergić 90’ Smiljanić |

| Arbitro: | Rogalla |

|                         |           |               |
| Marcão 8’ Milićević 50’ | Marcatori | 22’ Zellweger |

| Arbitro: | Petignat |

|                   |           |  |
| Tachie-Mensah 68’ | Marcatori |  |

| Arbitro: | Laperrière |

|                  |           |               |
| Renggli 57’, 82’ | Marcatori | 29’ Zellweger |

#### Seconda fase, girone di ritorno
| Arbitro: | Salm |

|  |           |                |
|  | Marcatori | 9’, 68’ Santos |

| Arbitro: | Zimmermann |

|                                 |           |            |
| Deumi 43’ Çengel 58’ Gelson 84’ | Marcatori | 81’ Hassli |

| Arbitro: | Circhetta |

|                             |           |  |
| Callà 78’ Tachie-Mensah 80’ | Marcatori |  |

| Arbitro: | Kever |

|                                        |           |                |
| Majstorović 40’ Delgado 61’ Petrić 63’ | Marcatori | 55’ Ljubojević |

| Arbitro: | Nobs |

|                |           |                              |
| Hassli 4’, 20’ | Marcatori | 19’ Keita 77’, 84’ Schneider |

| Arbitro: | Rogalla |

|                        |           |  |
| Häberli 28’ Magnin 90’ | Marcatori |  |

| Arbitro: | Wildhaber |

|           |           |  |
| Callà 87’ | Marcatori |  |

| Arbitro: | Zimmermann |

|               |           |  |
| Giallanza 33’ | Marcatori |  |

| Arbitro: | Petignat |

|                               |           |  |
| Hassli 8’, 40’ Ljubojević 66’ | Marcatori |  |

### Coppa Svizzera
| 18 settembre 2005, ore 15:30 CEST Primo turno | Biaschesi | 1 – 5 | San Gallo |  |

| 22 ottobre 2005, ore 16:00 CEST Secondo turno | Küssnacht am Rigi | 2 – 1 | San Gallo |  |

## Statistiche

### Statistiche di squadra
| Competizione   | Punti | In casa | In casa | In casa | In casa | In casa | In casa | In trasferta | In trasferta | In trasferta | In trasferta | In trasferta | In trasferta | Totale | Totale | Totale | Totale | Totale | Totale | DR |
| Competizione   | Punti | G       | V       | N       | P       | Gf      | Gs      | G            | V            | N            | P            | Gf           | Gs           | G      | V      | N      | P      | Gf     | Gs     | DR |
| -------------- | ----- | ------- | ------- | ------- | ------- | ------- | ------- | ------------ | ------------ | ------------ | ------------ | ------------ | ------------ | ------ | ------ | ------ | ------ | ------ | ------ | -- |
| Super League   | 40    | 18      | 8       | 5       | 5       | 34      | 23      | 18           | 3            | 2            | 13           | 17           | 33           | 36     | 11     | 7      | 18     | 51     | 56     | -5 |
| Coppa Svizzera | -     | 0       | 0       | 0       | 0       | 0       | 0       | 2            | 1            | 0            | 1            | 6            | 3            | 2      | 1      | 0      | 1      | 6      | 3      | +3 |
| Totale         | 40    | 18      | 8       | 5       | 5       | 34      | 23      | 20           | 4            | 2            | 14           | 23           | 36           | 38     | 12     | 7      | 19     | 57     | 59     | -2 |

### Andamento in campionato
| Giornata  | 1 | 2 | 3 | 4 | 5 | 6 | 7 | 8 | 9 | 10 | 11 | 12 | 13 | 14 | 15 | 16 | 17 | 18 | 19 | 20 | 21 | 22 | 23 | 24 | 25 | 26 | 27 | 28 | 29 | 30 | 31 | 32 | 33 | 34 | 35 | 36 |
| --------- | - | - | - | - | - | - | - | - | - | -- | -- | -- | -- | -- | -- | -- | -- | -- | -- | -- | -- | -- | -- | -- | -- | -- | -- | -- | -- | -- | -- | -- | -- | -- | -- | -- |
| Luogo     | C | T | C | T | C | T | C | T | C | T  | C  | T  | C  | T  | C  | T  | C  | T  | T  | C  | T  | C  | T  | C  | T  | C  | T  | C  | T  | C  | T  | C  | T  | C  | T  | C  |
| Risultato | P | V | V | N | N | P | P | V | V | P  | V  | P  | N  | P  | N  | P  | V  | P  | V  | N  | N  | P  | P  | N  | P  | V  | P  | P  | P  | V  | P  | P  | P  | V  | P  | V  |
| Posizione | 8 | 4 | 2 | 2 | 4 | 7 | 7 | 6 | 6 | 6  | 5  | 6  | 6  | 6  | 6  | 6  | 6  | 6  | 5  | 5  | 5  | 5  | 6  | 6  | 6  | 6  | 6  | 6  | 6  | 6  | 6  | 6  | 6  | 6  | 6  | 6  |

Legenda:

Luogo: C = Casa; T = Trasferta. Risultato: V = Vittoria; N = Pareggio; P = Sconfitta.

### Statistiche dei giocatori
| K. Agouda        | 14 | 1  | 2 | 0 |
| D. Callà         | 32 | 4  | 6 | 0 |
| P. Cerrone       | 30 | 0  | 3 | 1 |
| M. Costanzo      | 1  | 0  | 0 | 0 |
| F. Fabinho       | 21 | 0  | 3 | 0 |
| J. Garat         | 20 | 0  | 3 | 0 |
| J. Gjasula       | 30 | 1  | 6 | 1 |
| E. Hassli        | 34 | 13 | 5 | 1 |
| J. Koubský       | 31 | 5  | 6 | 0 |
| L. Leonardo      | 15 | 1  | 3 | 0 |
| G. Ljubojević    | 17 | 5  | 3 | 0 |
| D. Marazzi       | 32 | 2  | 3 | 1 |
| M. Marić         | 28 | 0  | 3 | 1 |
| M. Merenda       | 16 | 1  | 0 | 0 |
| P. Montandon     | 30 | 0  | 6 | 0 |
| P. Muntwiler     | 3  | 0  | 0 | 0 |
| S. Razzetti      | 33 | 0  | 0 | 0 |
| B. Sutter        | 14 | 0  | 1 | 0 |
| A. Tachie-Mensah | 33 | 12 | 7 | 0 |
| F. Wiblishauser  | 23 | 0  | 2 | 0 |
| S. Wolf          | 0  | 0  | 0 | 0 |
| G. Wüthrich      | 4  | 0  | 0 | 0 |
| M. Zellweger     | 35 | 4  | 7 | 0 |